# Гликали

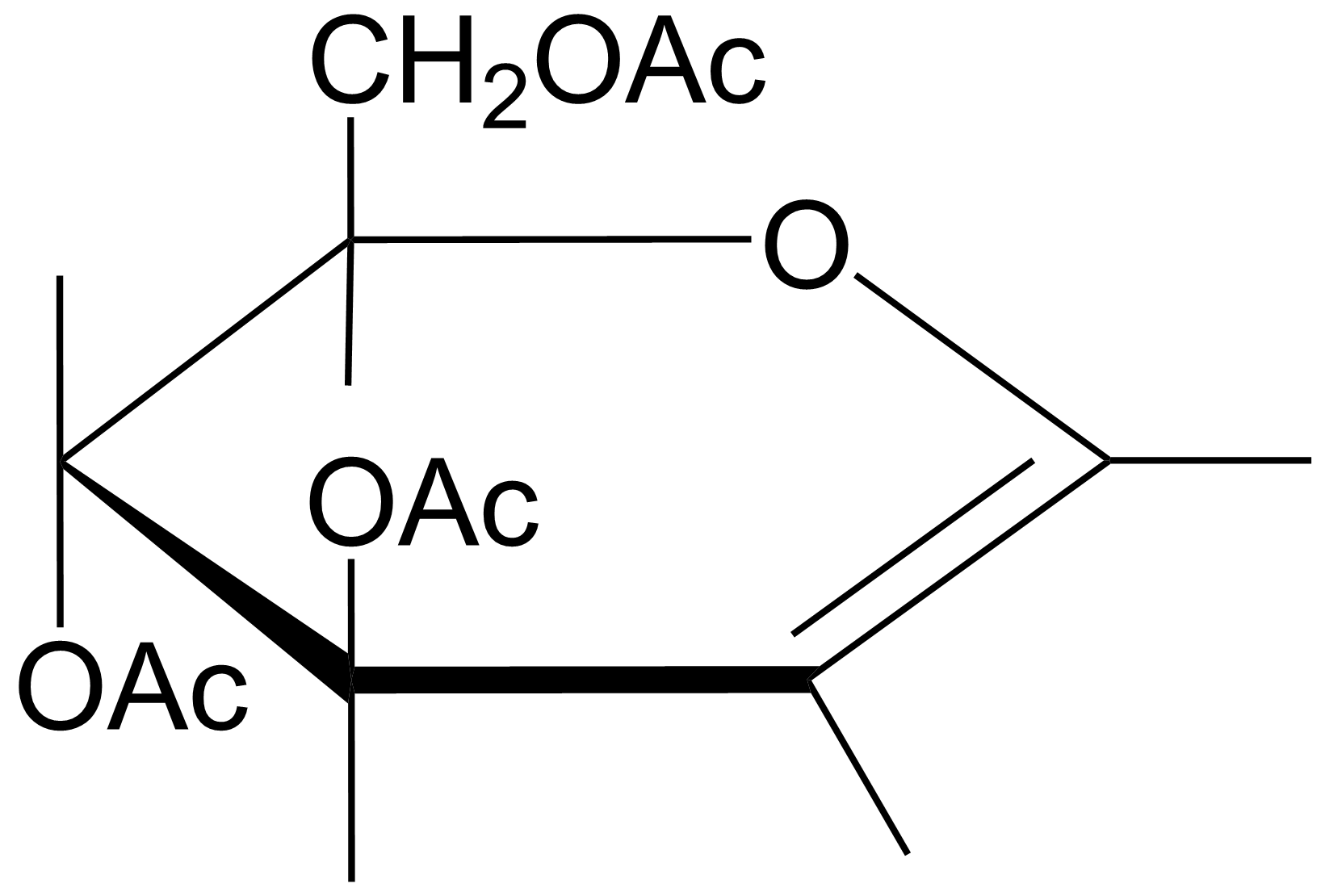
D-3,4,6-три-О-ацилглюкаль.png (тривиальное название - глюкаль)

Гликали — производные циклических форм непредельных углеводов, у которых в образовании двойной связи принимает участие гликозидный атом углерода (С2). Гликали являются частным случаем еноз. Не содержат никаких заместителей при C2, хотя существуют производные 2-оксигликалей, т.н. 1,2-гликозеенов, в молекуле которых ацильный заместитель содержится также и возле второго углеродного атома.

## Получение
В природе гликали не найдены, их получаются исключительно путём химического синтеза из ацилированных моносахаридов.
Гликали в основном синтезируют путём восстановлением соответствующих ацилгалогеноз цинковой пылью в уксусной кислоте. , Например из α-D-1-бром-2,3,4,6-тетра-О-ацилглюкозы получают D-3,4,6-три-О-ацилглюкаль:
При последующем омылении образовавшихся ацилированных гликалей метилатом натрия позволяет получать незамещенные гликали. Так при омылении D-3,4,6-три-О-ацилглюкаля образуется D-глюкаль:

## Свойства
Двойная связь в молекулах гликалей подобна двойной связи в виниловых эфирах и легко вступает в реакции присоединения. Поэтому гликали представляют собой весьма реакционноспособные соединения.
Гидратация гликалей приводит к 2-дезоксиальдозам. Так из D-3,4,6-три-О-ацилглюкаля в присутствии серной кислоты, как катализатора, получают D-3,4,6-три-О-ацил-2-дезоксиглюкозу:
В присутствии катализатора гликали легко гидрируются, например:
Также легко (без катализатора) происходит и присоединение галогенов, например хлора:
Под действием пероксида водорода в присутствии оксида осмия(VIII) OsO4 гликали гидроксилируются с образованием гидратированных форм озонов: 
При кипячении гликалей с водой возможна миграции двойной связи, так D-глюкаль в этих условиях дает D-глюко-2-енозу:

## Применение
Гликалей и их производных в живых организмах и продуктах их жизнедеятельности пока не обнаружено. Поскольку второй атом углерода в гликалях при образовании двойной связи теряет свою асимметрию, гликали возможно могут быть промежуточными продуктами превращения сахаров в их эпимерные формы.
Наиболее важное применение гликалей в препаративной химии основано на реакциях присоединения, благодаря которым из гликалей синтезируют различные дезоксисахара и их производные.